# فوميا كوباياشي
فوميا كوباياشي (باليابانية: 小林史八؛ بالكانا: コバヤシ フミヤ) هو لاعب كرة قدم ياباني، ولد في 11 مايو 1987 في شيزوكا في اليابان. لعب مع وودلاندز ويلينغتون.

## وصلات خارجية
- فوميا كوباياشي على موقع قاعدة بيانات كرة القدم.إي يو (الإنجليزية)